# Amaracarpus nymanii
Amaracarpus nymanii är en måreväxtart som beskrevs av Theodoric Valeton. Amaracarpus nymanii ingår i släktet Amaracarpus och familjen måreväxter.
Artens utbredningsområde är Papua Nya Guinea. Inga underarter finns listade i Catalogue of Life.